# Sawmill, Arizona
Sawmill je naseljeno područje za statističke svrhe u američkoj saveznoj državi Arizona. Prema popisu stanovništva iz 2010. u njemu je živjelo 748 stanovnika.